# بازمانده از پیش تعیین‌شده
بازمانده از پیش تعیین‌شده (انگلیسی: Designated survivor) شخصی در خط جانشینی ریاست جمهوری ایالات متحده آمریکا، و به‌طور معمول یکی از اعضای کابینه ایالات متحده آمریکااست که در زمانی که رئیس‌جمهور و سایر مقامات عالی کشور در یک نقطه جمع شده‌اند (نظیر سخنرانی وضعیت کشور آمریکا و روز معارفه) در مکانی امن، دور و غیرافشا شده قرار می‌گیرد تا اگر احیاناً برای رئیس‌جمهور و سایرین اتفاقی افتاد، زمام امور را در دست بگیرد. او معمولاً در خارج از ساختمان کنگره، غالباً در کاخ سفید، مستقر می‌شود. هویت عضو کابینه انتخاب‌شده معمولاً تا زمان آغاز سخنرانی رئیس‌جمهور مخفی می‌ماند.

## فهرست برخی از بازماندگان از پیش تعیین‌شده
| تاریخ           | مناسبت                                                            | بازمانده از پیش تعیین‌شده       | سمت                         | توضیحات                             |
| --------------- | ----------------------------------------------------------------- | ------------------------------ | --------------------------- | ----------------------------------- |
| ۲۰ ژانویه ۱۹۸۱  | نخستین مراسم تحلیف رونالد ریگان                                   | نامعلوم                        |                             |                                     |
| ۱۸ فوریه ۱۹۸۱   | سخنرانی رئیس جمهور در جلسه مشترک کنگره                            | ترل بل                         | وزیر آموزش                  | [ ۲ ]                               |
| ۲۶ ژانویه ۱۹۸۲  | سخنرانی وضعیت کشور سال ۱۹۸۲                                       | ویلیام بینیت                   |                             | موقوفه ملی علوم انسانی              |
| ۲۵ ژانویه ۱۹۸۳  | سخنرانی وضعیت کشور سال ۱۹۸۳                                       | جی. استوارد داناون             |                             |                                     |
| ۲۵ ژانویه ۱۹۸۴  | سخنرانی وضعیت کشور سال ۱۹۸۴                                       | ساموئل پیرس                    | وزیر مسکن و توسعه شهری      | [ ۳ ] [ ۴ ] [ ۵ ] [ ۶ ]             |
| ۲۱ ژانویه ۱۹۸۵  | دومین مراسم تحلیف رونالد ریگان                                    | مارگارت هکلر                   | وزیر بهداشت و خدمات انسانی  | [ ۷ ]                               |
| ۶ فوریه ۱۹۸۵    | سخنرانی وضعیت کشور سال ۱۹۸۵                                       | مالکوم بالدریج                 | وزیر بازرگانی               | [ ۳ ] [ ۴ ] [ ۶ ] [ ۸ ]             |
| ۴ فوریه ۱۹۸۶    | سخنرانی وضعیت کشور سال ۱۹۸۶                                       | جان بلاک                       | وزیر کشاورزی                | [ ۳ ] [ ۴ ] [ ۶ ] [ ۹ ]             |
| ۲۷ ژانویه ۱۹۸۷  | سخنرانی وضعیت کشور سال ۱۹۸۷                                       | ریچارد لینگ                    | وزیر کشاورزی                | [ ۳ ] [ ۴ ] [ ۶ ] [ ۱۰ ]            |
| ۲۵ ژانویه ۱۹۸۸  | سخنرانی وضعیت کشور سال ۱۹۸۸                                       | دونالد هودل                    | وزیر کشور                   | [ ۳ ] [ ۲ ] [ ۴ ] [ ۶ ]             |
| ۲۰ ژانویه ۱۹۸۹  | مراسم تحلیف جرج اچ. دابلیو بوش                                    | ناشناس                         |                             |                                     |
| ۹ فوریه ۱۹۸۹    | سخنرانی وضعیت کشور سال                                            | لارو کاوازوس                   | وزیر آموزش                  | [ نیازمند منبع ]                    |
| ۳۱ ژانویه ۱۹۹۰  | سخنرانی وضعیت کشور سال ۱۹۹۰                                       | ادوارد جی. دروینسکی            | وزیر امور کهنه‌سربازان       | [ ۳ ] [ ۴ ] [ ۶ ] [ ۱۱ ]            |
| ۱۱ سپتامبر ۱۹۹۰ | سخنرانی رئیس‌جمهور در جلسه مشترک سنا (سخنرانی جنگ خلیج)            | ویلیام بینیت                   |                             | دفتر سیاست‌گذاری ملی کنترل مواد مخدر |
| ۲۹ ژانویه ۱۹۹۱  | سخنرانی وضعیت کشور سال ۱۹۹۱                                       | Manuel Lujan                   | وزیر کشور                   | [ ۳ ] [ ۴ ] [ ۶ ] [ ۱۲ ]            |
| ۲۸ ژانویه ۱۹۹۲  | سخنرانی وضعیت کشور سال ۱۹۹۲                                       | ادوارد مدیگن                   | وزیر کشاورزی                | [ ۳ ] [ ۴ ] [ ۶ ]                   |
| ۲۰ ژانویه ۱۹۹۳  | نخستین مراسم تحلیف بیل کلینتون                                    | ناشناس                         |                             |                                     |
| ۱۷ فوریه ۱۹۹۳   | سخنرانی وضعیت کشور سال                                            | بروس ببیت                      | وزیر کشور                   | [ ۳ ] [ ۴ ] [ ۶ ]                   |
| ۲۲ سپتامبر ۱۹۹۳ | سخنرانی رئیس‌جمهور در جلسه مشترک سنا (سخنرانی برنامه سلامت همگانی) | ناشناس                         |                             |                                     |
| ۲۵ ژانویه ۱۹۹۴  | سخنرانی وضعیت کشور سال ۱۹۹۴                                       | مایک اسپی                      | وزیر کشاورزی                | [ ۳ ] [ ۴ ] [ ۶ ]                   |
| ۲۴ ژانویه ۱۹۹۵  | سخنرانی وضعیت کشور سال ۱۹۹۵                                       | فدریکو پنیا                    | وزیر ترابری                 | [ ۳ ] [ ۴ ] [ ۶ ]                   |
| ۲۳ ژانویه ۱۹۹۶  | سخنرانی وضعیت کشور سال ۱۹۹۶                                       | دانا شلیلا                     | وزیر بهداشت و خدمات انسانی  | [ ۳ ] [ ۴ ] [ ۶ ] [ ۱۳ ]            |
| ۲۰ ژانویه ۱۹۹۷  | دومین مراسم تحلیف بیل کلینتون                                     | ناشناس                         |                             |                                     |
| ۴ فوریه ۱۹۹۷    | سخنرانی وضعیت کشور سال ۱۹۹۷                                       | دن گلیکمن                      | وزیر کشاورزی                | [ ۳ ] [ ۴ ] [ ۶ ] [ ۱۴ ]            |
| ۲۷ ژانویه ۱۹۹۸  | سخنرانی وضعیت کشور سال ۱۹۹۸                                       | ویلیام ام. دیلی                | وزیر بازرگانی               | [ ۳ ] [ ۴ ] [ ۶ ]                   |
| ۱۹ ژانویه ۱۹۹۹  | سخنرانی وضعیت کشور سال ۱۹۹۹                                       | اندرو کوئومو                   | وزیر وزیر مسکن و توسعه شهری | [ ۳ ] [ ۴ ] [ ۶ ] [ ۱۵ ]            |
| ۲۷ ژانویه ۲۰۰۰  | سخنرانی وضعیت کشور سال ۲۰۰۰                                       | بیل ریچاردسون                  | وزیر انرژی                  | [ ۳ ] [ ۴ ] [ ۶ ] [ ۱۶ ]            |
| ۲۰ ژانویه ۲۰۰۱  | نخستین مراسم تحلیف جورج دبلیو بوش                                 | ناشناس                         |                             |                                     |
| ۲۷ فوریه ۲۰۰۱   | سخنرانی وضعیت کشور سال ۲۰۰۱                                       | آنتونی پرینچیپی                | وزیر امور کهنه‌سربازان       | [ ۳ ] [ ۴ ] [ ۶ ]                   |
| ۲۰ سپتامبر ۲۰۰۱ | سخنرانی رئیس‌جمهور در جلسه مشترک سنا (پس از حملات ۱۱ سپتامبر)      | دیک چینی                       | معاون رئیس‌جمهور             | [ ۳ ] [ ۱۷ ]                        |
| ۲۰ سپتامبر ۲۰۰۱ | سخنرانی رئیس‌جمهور در جلسه مشترک سنا (پس از حملات ۱۱ سپتامبر)      | تامی تامپسون                   | وزیر بهداشت و خدمات انسانی  | [ ۳ ] [ ۱۷ ]                        |
| ۲۹ ژانویه ۲۰۰۲  | سخنرانی وضعیت کشور سال ۲۰۰۲                                       | گیل نورتون                     | وزیر کشور                   | [ ۴ ] [ ۶ ] [ ۱۸ ]                  |
| ۲۸ ژانویه ۲۰۰۳  | سخنرانی وضعیت کشور سال ۲۰۰۳                                       | جان اشکرافت                    | دادستان کل                  | [ ۳ ] [ ۴ ] [ ۶ ] [ ۱۹ ]            |
| ۲۸ ژانویه ۲۰۰۳  | سخنرانی وضعیت کشور سال ۲۰۰۳                                       | نورمن مینتا                    | وزیر ترابری                 | [ ۳ ] [ ۴ ] [ ۶ ] [ ۱۹ ]            |
| ۲۰ ژانویه ۲۰۰۴  | سخنرانی وضعیت کشور سال ۲۰۰۴                                       | دونالد اونز                    | وزیر بازرگانی               | [ ۳ ] [ ۴ ] [ ۶ ] [ ۲۰ ]            |
| ۲۰ ژانویه ۲۰۰۵  | دومین مراسم تحلیف جورج دبلیو بوش                                  | گیل نورتون                     | وزیر کشور                   | [ نیازمند منبع ]                    |
| ۲ فوریه ۲۰۰۵    | سخنرانی وضعیت کشور سال ۲۰۰۵                                       | دونالد اونز                    | وزیر بازرگانی               | [ ۳ ] [ ۴ ] [ ۶ ] [ ۲۱ ] [ ۲۲ ]     |
| ۲ فوریه ۲۰۰۵    | سخنرانی وضعیت کشور سال ۲۰۰۵                                       | تد استیونز (جمهوری‌خواه-آلاسکا) | رئیس موقت سنا               | [ ۳ ] [ ۴ ] [ ۶ ] [ ۲۱ ] [ ۲۲ ]     |
| ۳۱ ژانویه ۲۰۰۶  | سخنرانی وضعیت کشور سال ۲۰۰۶                                       | جیم نیکولسن                    | وزیر امور کهنه‌سربازان       | [ ۳ ] [ ۴ ] [ ۶ ] [ ۲۱ ] [ ۲۳ ]     |
| ۳۱ ژانویه ۲۰۰۶  | سخنرانی وضعیت کشور سال ۲۰۰۶                                       | تد استیونز (جمهوری‌خواه-آلاسکا) | رئیس موقت سنا               | [ ۳ ] [ ۴ ] [ ۶ ] [ ۲۱ ] [ ۲۳ ]     |
| ۲۳ ژانویه ۲۰۰۷  | سخنرانی وضعیت کشور سال ۲۰۰۷                                       | آلبرتو گونزالس                 | دادستان کل                  | [ ۳ ] [ ۴ ] [ ۶ ] [ ۲۱ ] [ ۲۴ ]     |
| ۲۸ ژانویه ۲۰۰۸  | سخنرانی وضعیت کشور سال ۲۰۰۸                                       | دیرک کمپثورن                   | وزیر کشور                   | [ ۳ ] [ ۴ ] [ ۶ ] [ ۲۵ ]            |
| ۲۰ ژانویه ۲۰۰۹  | نخستین مراسم تحلیف باراک اوباما                                   | رابرت گیتس                     | وزیر دفاع                   | [ ۲۶ ] [ ۲۷ ]                       |
| ۲۴ فوریه ۲۰۰۹   | سخنرانی وضعیت کشور سال ۲۰۰۹                                       | اریک هولدر                     | دادستان کل                  | [ ۳ ] [ ۴ ] [ ۶ ] [ ۲۸ ]            |
| ۹ سپتامبر ۲۰۰۹  | سخنرانی رئیس‌جمهور در جلسه مشترک سنا (سخنرانی برنامه سلامت همگانی) | استیون چو                      | وزیر انرژی                  | [ ۲۹ ]                              |
| ۲۷ ژانویه ۲۰۱۰  | سخنرانی وضعیت کشور سال ۲۰۱۰                                       | شان داناون                     | وزیر وزیر مسکن و توسعه شهری | [ ۴ ] [ ۶ ]                         |
| ۲۵ ژانویه ۲۰۱۱  | سخنرانی وضعیت کشور سال ۲۰۱۱                                       | کن سالازار                     | وزیر کشور                   | [ ۴ ] [ ۶ ] [ ۳۰ ]                  |
| ۲۴ ژانویه ۲۰۱۲  | سخنرانی وضعیت کشور سال ۲۰۱۲                                       | تام ویلسک                      | وزیر کشاورزی                | [ ۴ ] [ ۶ ] [ ۳۱ ]                  |
| ۲۱ ژانویه ۲۰۱۳  | دومین مراسم تحلیف باراک اوباما                                    | اریک شینسکی                    | وزیر امور کهنه‌سربازان       | [ ۳۲ ]                              |
| ۱۲ فوریه ۲۰۱۳   | سخنرانی وضعیت کشور سال ۲۰۱۳                                       | استیون چو                      | وزیر انرژی                  | [ ۶ ]                               |
| ۲۸ ژانویه ۲۰۱۴  | سخنرانی وضعیت کشور سال ۲۰۱۴                                       | ارنست مونیز                    | وزیر انرژی                  | [ ۳۳ ] [ ۳۴ ]                       |
| ۲۰ ژانویه ۲۰۱۵  | سخنرانی وضعیت کشور سال ۲۰۱۵                                       | آنتونی فاکس                    | وزیر ترابری                 | [ ۳۵ ] [ ۳۶ ]                       |
| ۱۲ ژانویه ۲۰۱۶  | سخنرانی وضعیت کشور سال ۲۰۱۶                                       | اورین هچ (جمهوری‌خواه-یوتا)     | رئیس موقت سنا               | [ ۳۷ ]                              |
| ۱۲ ژانویه ۲۰۱۶  | سخنرانی وضعیت کشور سال ۲۰۱۶                                       | جه جانسون                      | وزیر امنیت میهن             | [ ۳۸ ]                              |
| ۲۰ ژانویه ۲۰۱۷  | مراسم تحلیف دونالد ترامپ                                          | اورین هچ (جمهوری‌خواه-یوتا)     | رئیس موقت سنا               | [ ۳۹ ]                              |
| ۲۰ ژانویه ۲۰۱۷  | مراسم تحلیف دونالد ترامپ                                          | جه جانسون                      | وزیر امنیت میهن             | [ ۴۰ ]                              |
| ۲۸ فوریه ۲۰۱۷   | سخنرانی وضعیت کشور سال ۲۰۱۷                                       | دیوید شالکین                   | وزیر امور کهنه‌سربازان       | [ ۴۱ ] [ ۴۲ ] [ ۴۳ ]                |
| ۳۰ ژانویه ۲۰۱۸  | سخنرانی وضعیت کشور سال ۲۰۱۸                                       | سانی پردو                      | وزیر کشاورزی                | [ ۴۴ ]                              |
| ۵ فوریه ۲۰۱۹    | سخنرانی وضعیت کشور سال ۲۰۱۹                                       | ریک پری                        | وزیر انرژی                  | [ ۴۵ ]                              |